# Lafystius acuminatus
Lafystius acuminatus är en kräftdjursart som beskrevs av Edward Lloyd Bousfield 1987. Lafystius acuminatus ingår i släktet Lafystius och familjen Lafystiidae. Inga underarter finns listade i Catalogue of Life.